# 太我
太我（たいが、1995年〈平成7年〉4月20日 - ）は、日本のドラマー、YouTuber。Non Stop Rabbitの元メンバー及び神が残した夢を喰う。のサポートメンバー。本名は松村太我。血液型はB型。

## 来歴
2016年8月27日にメンバーとして所属していたロックバンドORANGE BANK READの解散後、11月1日に田口達也、矢野晴人と共にロックバンドNon Stop Rabbitを結成し、2018年7月4日にStudio Cubic Recordsから1stフルアルバム『全A面』をリリースしてインディーズデビューをすると、2020年12月9日にはポニーキャニオンからフルアルバム『爆誕 -BAKUTAN-』をリリースしてメジャーデビュー果たした。しかし、2023年4月19日に突然の解散を発表した。
2022年5月8日にサッカーチーム「リベンジャーズ」に加入すると、サッカー関連の活動が増えたことから、6月20日にサッカー関連専門のYouTubeチャンネル「たいたいFC」を開設した。

## 人物
かつて所属していたバンドNon Stop Rabbitではドラムスを担当しており、過去にメンバーとして在籍していたORANGE BANK LEADでもドラムスを担当していた。ORANGE BANK LEADには、前任のドラマーの脱退後に加入している。
尊敬しているドラマーはUVERworldの真太郎と過去にB’zでサポートドラムを担当していたシェーン・ガラース。
SNS上でのアカウント名や、自身が運営しているYouTubeチャンネル「たいたいFC」、作詞作曲クレジットの表記などで「たいたい」と名乗ることもある。
バンド時代の楽曲制作にはドラム関連以外ではほとんど携わっていないが、『全A面』収録曲の「これだけ」と「いけないんだ、いけないんだ」の2曲を「Non Stop Rabbit」名義でメンバー全員で作詞をし、『自力本願』収録曲「たまに死にたくもなるでしょ」ではコーラスに参加した。YouTuberバンドとしての活動開始後は、バンドのリーダーだった田口達也のみが楽曲制作を主体として行っていたため、動画編集をメインで行っていた。
ささ。の楽曲「マーメイド feat.神が残した夢を喰う。」では、自身にとって音楽キャリア初となる楽曲提供を行い、作曲を担当した。
SAKAE DRUMSとエンドーサー契約を行っている。
2023年4月19日のバンド解散以降、音楽活動はマイキや神が残した夢を喰う。などのサポートドラム、YouTube活動においてはたいたいFCや晴-haru-のYouTubeチャンネルの撮影スタッフとしての活動をメインとしている他、他者へのドラム指導も行っており、過去には3人組YouTuberばんばんざいの動画内のバンド企画において、メンバーるなにドラムの指導を行っていた。

## エピソード
Non Stop Rabbitというバンド名の名付け親であり、おとぎ話の『ウサギとカメ』からとった名前だとYouTubeの動画で説明した。
出身校は敬愛学園高等学校であり、サッカーの推薦で学校に入学したため、サッカー中心の生活を送っていたが、友人に誘われてUVERworldのライブを見たことで、バンドに関心を持つようになった。
Non Stop Rabbitの結成以前の親交が無かった頃に、田口達也がYouTube上でUVERworldの楽曲の演奏していた動画を太我が視聴し、ギターを始めようと思っていた太我が達也の演奏技術に感化されドラムを始めることになった。
ロックバンドONE OK ROCKのファンであり、ライブTシャツを所持していることを動画内で公言した。他にも、Mrs. GREEN APPLEは、インディーズ時代からのファンであり、ドラムの演奏動画をYouTubeに投稿したことがある。かつて太我と同じ事務所に所属していたガールズバンドSILENT SIRENも、高校時代からのファンであり、ドラムで楽曲を演奏した動画をYouTubeに投稿していた。
好きなYouTuberに、動画内でコラボを行っているLazy Lie Crazyと元プロサッカー選手の那須大亮を挙げており、那須が監督を務めているサッカー経験者のインフルエンサーで結成されたチーム「WINNER'S」を倒す為に作られたサッカーチーム「リベンジャーズ」に加入しサッカーチームのメンバーとしての活動も行っている。
メジャー2ndフルアルバム『TRINITY』に収録されている「あなたが眠るその瞬間まで」は音源にドラムが全く使用されていなかったことから、ミックスチェックの時に初めて知ったという。

## ディスコグラフィ

### 楽曲提供
| 発売日        | アーティスト         | 曲名                                 |                                        |
| ------------- | -------------------- | ------------------------------------ | -------------------------------------- |
| 2025年4月12日 | ささ。               | マーメイド feat.神が残した夢を喰う。 | 作曲を担当。                           |
| 2025年6月25日 | 神が残した夢を喰う。 | 絶命                                 | 作曲を担当。（はるくん、マイキと共作） |
| 2025年8月12日 | ささ。               | 君は花火                             | 作曲を担当。（はるくんと共作）         |

## 出演

### ミュージック・ビデオ
- Da-iCE『「ノンフィクションズ」× ごっこ俱楽部 Special Movie』（2025年8月19日）[32]

## サポート

### ライブ参加
- マイキ
  - 「スペプラ手越 FES.2022」（2022年5月11日）[33]
  - 「手越祐也 LIVE TOUR 2023「CHECKMATE」in KT Zepp Yokohama」（2023年5月29日）[34]

### レコーディング参加
- 神が残した夢を喰う。『雨』（2023年10月20日）[35]
- マイキ『サイバーパンクデッドボーイ (Self Cover)』（2024年3月11日）[36]